# Karl Reddehase
Karl Reddehase (ur. 3 maja 1893 w Essen, zm. 11 października 1946 w Hameln) – zbrodniarz hitlerowski, członek załogi obozu koncentracyjnego Bergen-Belsen i SS-Oberscharführer.
W drugim procesie załogi Bergen-Belsen przed brytyjskim Trybunałem Wojskowym skazany na karę śmierci. Wyrok wykonano przez powieszenie w październiku 1946.